# Pantenol
Pantenolul, cunoscut și ca pantotenol, este un analog al acidului pantotenic (vitamina B5), fiind oxidat la nivelul grupei hidroxilice în organismul uman la acid carboxilic (vitamina B5). De aceea, este considerat a fi provitamina B5. Este utilizat ca agent umectant în produsele farmaceutice și cosmetice, ajutând la vindecarea rănilor. În preparate topice, este adesea utilizat sub formă de dexpantenol.

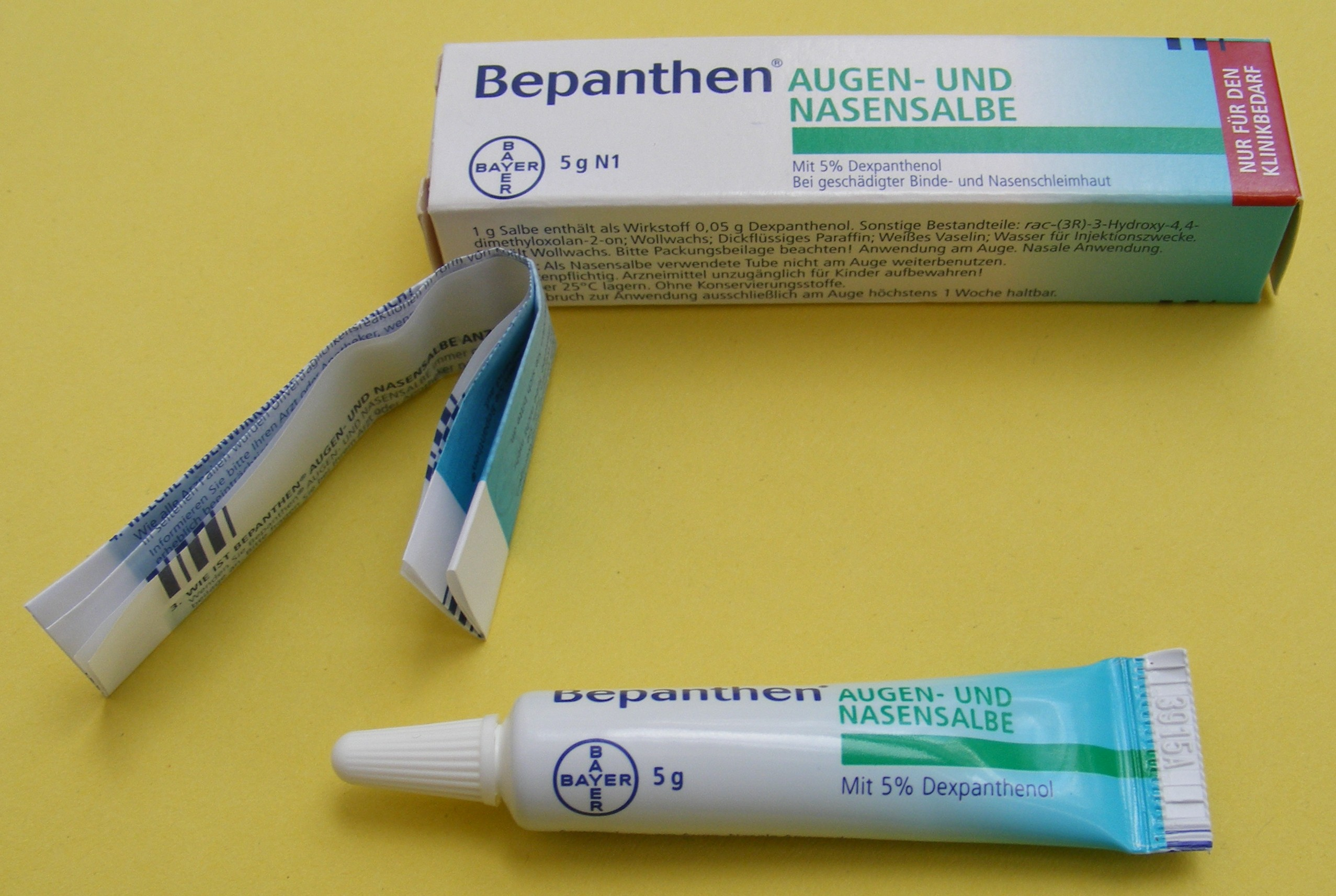
Unguent oftalmic și nazal cu pantenol